# Сара-тепе
Сара-тепе — уничтоженные при строительстве в 1980-х годах развалины раннесредневекового согдийского замка, находившегося у одноимённом селении на юго-восточной окраине Самарканда. Историки полагают, что замок входил в группу раннесредневековых укреплений, возведённых в VII веке вдоль оборонительной стены Девори Киямат для усиления её обороноспособности и являлся сторожевым постом, что подтверждается характерным устройством здания: его помещения образуют две сравнительно симметричные группы по сторонам осевого коридора.
Замок Сара-тепе был возведён на монолитной пахсовой платформе с высотой, равной одному блоку пахсы — 1,2 м. Общая величина квадратного, слегка перекошенного в плане здания — 18×18 м. Замок не был достроен. После возведения нижнего этажа, даже до перекрытия сводами пандусного подъёма, строительство прекратили, а готовые помещения нижнего этажа аккуратно заложили сырцом, превратив их этим в сплошную платформу под новое, выше расположенное здание. Оно, впрочем, сохранило прежнее плановое устройство с минимальными изменениями.